# Médaille d'honneur régionale, départementale et communale
La médaille d’honneur régionale, départementale et communale est une décoration civile française créée par le décret du 22 juillet 1987 afin de récompenser les services honorables de longue durée accomplis au service régional, départemental ou communal.
Décernée par le ministère de l’Intérieur, elle remplace l'ancienne médaille d'honneur départementale et communale créée en 1945. Sa création est due au nouveau statut des régions et de la fonction publique territoriale résultant de la loi Defferre du 2 mars 1982, appelée « acte 1 » de la décentralisation.

## Médaille
L'arrêté du 9 novembre 1988 du ministre de l'Intérieur détermine que :
Art. 1er. — L'insigne de la médaille d'honneur régionale, départementale et communale est conforme au modèle déposé au ministère de l'intérieur.
Cet insigne consiste en une médaille d'un module de 33 mm surmontée d'une bélière de 30 mm de large.
Art. 2. — L'insigne est suspendu à un ruban de 30 mm de largeur, de couleur verte, coupé en son milieu d'une bande blanche de 10 mm.
Le ruban de la médaille d'or est orné d'une rosette, aux couleurs du ruban, d'un diamètre de 16 mm.
Art. 3. — La barrette de la médaille de vermeil est ornée d'une rosette. La barrette de la médaille d'or est en outre ornée de deux palmes, fixées de part et d'autre de la rosette.
Art. 4. — Le ruban de la médaille d'argent peut être porté à la boutonnière. Les titulaires de la médaille de vermeil portent une rosette aux couleurs du ruban. Les titulaires de la médaille d'or portent une demi-barrette en argent, comportant une rosette en son milieu.
La médaille d’honneur régionale, départementale et communale est une des rares médailles civiles pour laquelle les règlements autorisent le port du ruban ou de la rosette à la boutonnière.

## Conditions d'attribution
- Médaille d'argent : 20 ans de service ;
- Médaille de Vermeil : 30 ans de service ;
- Médaille d'or : 35 ans de service.

## Insignes
| Argent | Vermeil | Or |
| ------ | ------- | -- |
|        |         |    |
| Argent | Vermeil | Or |